# 大分AMWプロレス
大分プロレスAMW（おおいたプロレス・エー・エム・ダブリュー）は、かつて大分県を中心に活動していたプロレス団体。

## 特徴

### 初期テーマ「夢」（2002年 - 2005年）
自主興行では試合だけでなく選手やキャストとのジ・アッチィーのラブコメディやミスターナイチーナとケンドー釜山の「バカ兄弟」による貧乏脱出コントのVTRを上映したあと試合が行われる。
プロレス団体では珍しいオフシーズンがあり冬期は興行を開催していないがジ・アッチィー単体の活動、他イベント、他業務ではシーズン関係なく活動。
アッチィーは音楽活動も行っておりジ・アッチィー&TOO HOTは大分合同新聞社公式サイトでの人気ランキングで長期間に渡り1位を記録してモータウン、60's Rock、UKインディーの影響を受けた。その音楽性も高く評価されて人気を博している。アイルランド音楽の影響を受けたTHE BLUE NEETSにドラマーとしても参加。ソロ活動としてエルヴィス・プレスリー調の「Love Me Tenryu〜愛して天龍〜」を発表するなどミュージシャンとしても幅広い活躍を見せる。タレントとしてもジャイアント白田、ギャル曽根、三宅智子らフードファイターとの大食い対決を行っている。またテレビ、ラジオ、雑誌、講演会、アッチィー屋台など多方面で活躍。

## 歴史
1993年1月、ジ・アッチィーが福岡にアマチュアプロレス団体「アマチュアリズム・プロレスAMW（アマチュアリズム・プロレス・エー・エム・ダブリュー）」を設立。3月7日、箱崎で旗揚げ戦を開催。旗揚げ当初はプロレスと総合格闘技の2部で構成されていた。
1995年、アッチィーが本拠地を大分に移転して「元気かぇ!?大分!!」を標語にかかげて大分フォーラス屋上特設リングやライブハウス「T.O.P.S Bitts HALL」で定期興行の他にイベント、ビアガーデン、お祭り、学園祭で試合を行っていた。
2001年、グラン浜田がトレーナー兼顧問に就任。
2002年、プロ団体化と同時に団体名を大分AMWプロレス（おおいた・エー・エム・ダブリュー・プロレス）に改称。「大分AMWプロレス」は「Oita Attactive Merry World Pro-Wrestling（大分の驚異的に愉快な世界のプロレス）」の略。
2004年8月から行っている夏期限定イベント「ビア☆プロ（ビアガーデン☆プロレスの略）」は夏の終わりの風物詩として注目される。プロレス活動だけではなくDJ、バンド、ダンサー、プロレスラー、格闘技が一堂に集まって昼から夜中まで行う大分の夏の名物イベント「オオイタ☆ライオット〜大分大暴動〜」をはじめ格闘技イベント、クラブイベント、ゲーム、映画、アッチィー屋台など様々なイベントを開催してプロレス団体の枠を飛び出して「大分の娯楽」としての地位を確立。
2005年2月6日、大分県立荷揚町体育館が閉鎖されるため同会場の最終興行に大仁田厚を招聘することに成功。メインイベントは大分県知事や地元新聞社、地元ファンが見守る中でアッチィー対大仁田による「ノーロープ有刺鉄線ストリートファイトトルネードバリケードマットダブルヘルタッグデスマッチ」が行われてアッチィーが勝利。この試合は大仁田のプロレスラー卒業マッチでもあったことから試合決定の経緯と試合結果も全国区で扱われて知名度が急上昇。
2008年、ゴールデンウィークにセントレジャー城島高原パークイベントステージで旗揚げ15周年記念大会として4日間で7大会を開催。
2010年、団体名を大分プロレスAMW（おおいたプロレス・エー・エム・ダブリュー）に改称。
2016年8月、アッチィーが大分プロレスの解散と同時に引退することを発表。
2017年7月23日、ビーコンプラザ大会「大分プロレス THE FINAL〜ジ・アッチィー&ケンドー釜山 引退試合〜」を最後に解散。

## タイトル
- AMW無差別級王座

## 最終所属選手

### 正規軍
- ジ・アッチィー
- マイティ・ランラン

### 九州地獄同盟MAD
- ゲル・マッド首領
- ケンドー釜山
- 鬼地獄
- 怪人魚魚

## スタッフ

### レフェリー
- 小野工事

### リングアナウンサー
- 知念識人

## キャスト
- ゆい（2代目イメージガール）

## 歴代所属選手
- 鬼塚力也
- スカルリーパーA-ji
- xXXx
- バトル・シャーク
- 小松VINNI（現：プロフェッサー・イトー）
- ミスター・ナイチーナ
- 炎!修市（現：ホノオ!シュウイチ）

## 歴代キャスト
- アヤカ（初代イメージガール）
- まりちゃん（初代ヒロイン）
- ゆかりん（2代目ヒロイン）
- 愛ちゃん（3代目ヒロイン）
- グリコ（マッド・ブレイカーズの初代マネージャー）
- ミキ（マッド・ブレイカーズの2代目マネージャー）
- AKINA（マッド・ブレイカーズの3代目マネージャー）